# Емас
Национални парк Емас (порт. Parque Nacional das Emas, што дословно значи "Национални парк нандуа") је национални парк који се налази подељен између средишњих бразилских савезних држава Гојас и Мато Гросо до Сул. Чини га 1.320 km² серадо (португалски за "затворено") савана окружених великим плантажама соје.
Његови разнолики тропски екосастави су једни од најстаријих на свету. Наиме, милионима година серадо је служио као склониште (рефугиј) многим врстама током раздобља климатских промена, када је био пресудан и за одржавање изузетне биоразноликости. Због тога је, заједно с Националним парком Чапада дос Веадеирос, уписан на Унесков попис места светске баштине у Америци 2001. године под називом "Заштићена подручја серада".

## Одлике
Клима је просечне температуре од 24-26 °C, минималних температура од 4-8 °C и највишима од 40-42 °C.
Стене церада (кварц с траговима кристала) су неке од најстаријих на свету и јако су цењене у индустрији и терапијама кристалима.
Вегетација парка је изразито разнолика са саванама које су испресецане ситним шумама, палмама и грмовима. Ту се може наћи 60% свих биљних врста церада, као што је 25 врста орхидеја, палме бабасу и јubaea chilensis, те copaíba и tahebo.
Од животиња у парку живи 80% животиња церада као што су многе угрожене врсте: пампашки јелен (Ozotoceros bezoarticus ), мочварни јелен (Blastocerus dichotomus), гривасти вук (Chrysocyon brachyurus), шумски пас (Speothos venaticus) и јагуар; те друге врсте: дивовски пасанац (Priodontes maximus), дивовски мравојед (Myrmecophaga tridactyla), капибара и тапири.
Од птица ту се могу пронаћи многе саванске врсте као што су угрожене врсте: мањи тинаму, патуљасти тинаму, жутоглава папига (Alipiopsitta xanthops) и бразилски мергансер (Mergus octosetaceus); те друге врсте: нанду, сериема, тапети, зеленокљуни тукан (Ramphastos sulfuratus), црни јастреб (Spizaetus tyrannus), црни стрвинар (Coragyps atratus) и краљевски стрвинар (Sarcoramphus papa).